# Guillem de Rocafull
Guillem de Rocafull (Oriola, País Valencià, segle xvi - País Valencià, segle xvi), lloctinent general del Regne de Mallorca (1558-64).
Des de 1548 a 1553 va ser portantveu del governador general d'Oriola. Va ser governador de Menorca (1553-1558), abans de ser nomenat lloctinent general del Regne de Mallorca. De temperament fort i dominant, aconseguí de limitar l'acció de les bandositats nobiliàries, garantir l'ordre públic i posar fi al descontrol de la fi de la lloctinència de Gaspar Marrades. Davant el perill turc (incursió a Alcúdia el 1558, Ciutadella el 1558, a Sóller el 1561), promogué amb gran energia les obres de fortificació de l'illa —el 1560 encarregà la fortificació de la ciutat de Mallorca a l'enginyer italià Giovanni Battista Calvi, el qual inicià una obra de nova planta de gran envergadura—, activitat que vigilà personalment al llarg de tot el litoral. Millorà les defenses de Sóller, Pollença, Andratx, Calvià, Puigpunyent, Valldemossa, Llucmajor, Campos, Santanyí i Alcúdia. No es mobilitzà, en canvi, davant l'atac turc de Ciutadella, a Menorca, el 1558. El 1560 el rei Felip II li manà que rescatàs el bisbe electe de Mallorca Diego de Arnedo, que havia caigut presoner dels musulmans en l'expedició a Gerba. La seva política de defensa deixà la universitat mallorquina en una greu situació econòmica. El 1564 el substituí Juan de Urries.